# قربان افندی
قربان افندی (به لاتین: Qurbanəfəndi) یک منطقه مسکونی در جمهوری آذربایجان است که در شهرستان اسماعیل‌لی واقع شده‌است. قربان افندی ۱۰۴۱ نفر جمعیت دارد.